# Pteris orizabae
Pteris orizabae är en kantbräkenväxtart som beskrevs av Carl Friedrich Philipp von Martius och Gal. Pteris orizabae ingår i släktet Pteris och familjen Pteridaceae. Inga underarter finns listade.